# George Albert Smith (mormonisme)
Pour les articles homonymes, voir George Albert Smith, George Smith et Smith.
George Albert Smith, né le 4 avril 1870 à Salt Lake City (Territoire de l'Utah) et mort dans la même ville le 4 avril 1951, est un chef religieux américain. Il est le 8e président de l'Église de Jésus-Christ des saints des derniers jours de 1945 à sa mort. Il est le premier président de l'Église à ne pas pratiquer le mariage plural, qu'il interdit.
Après la fin de la Seconde Guerre mondiale, il soutient les mormons européens victimes du conflit et met en place une politique d'entraide avec certains pays comme l'Allemagne de l'Ouest et le Royaume-Uni.
Arrière-petit-fils de John Smith, frère de Joseph Smith Sr. et oncle de Joseph Smith, George A. est le troisième membre de la famille Smith à assumer la présidence de l'Église.

## Famille. Fonctions au sein du mouvement
George Albert Smith reçoit le nom de son grand-père paternel, George A. Smith, cousin du fondateur Joseph Smith et conseiller de son successeur Brigham Young. Son père, John Henry Smith, fut membre de la Première Présidence sous Joseph F. Smith.
À l'âge de trente-trois ans, George Albert Smith est appelé au Collège des Douze, où il passera 42 années. De 1903 à 1910, John Henry et George Albert siègent ensemble au Collège des Douze : ce fut la seule fois où un père et son fils furent ensemble membres de ce Collège.

## Présidence

### Entraide pour l'Europe

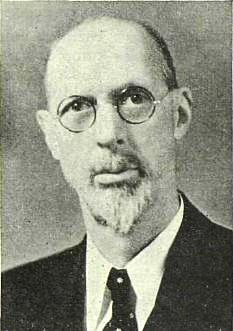
George A. Smith, président.

Des efforts sont organisés pour soulager les « saints » européens dans la détresse à la suite de la guerre. Les membres de l'Église aux États-Unis sont invités à fournir des vêtements et d'autres denrées nécessaires.

### Rencontre avecHarry S. Truman
Le président Smith rencontre Harry S. Truman, président des États-Unis, pour recevoir l'approbation d'envoyer en Europe la nourriture, les vêtements et la literie réunis. 

## Vie civile

### Responsabilités civiles
- Trésorier du bureau du cadastre pour l'État de l'Utah
- Président de conseils d'administration de plusieurs sociétés
- Président de congrès nationaux

### Cécité
George Albert Smith a les yeux brûlés par le soleil pendant qu'il fait des relevés topographiques pour le chemin de fer dans le sud de l'Utah et en dépit d’une intervention chirurgicale, il restera presque aveugle.

## Publications
- (en) Smith, George Albert, Sayings of a Saint, Alice K. Chase, 1951
- (en) ——, Sharing the Gospel With Others: Excerpts from the Sermons of President Smith, Deseret News Press, 1948
- (en) Smith, George Albert (éditeur) et Susan McIntosh (éditeur), The Teachings of George Albert Smith, Eighth President of the Church of Jesus Christ of Latter-day Saints, Bookcraft, Inc., 1996 (ISBN 1570082359 et 978-1570082351)